# SmartLink
SmartLink是一張可用於橫跨紐約市曼哈頓區、新澤西州紐瓦克及哈德遜縣的紐新港務局過哈德遜河捷運（PATH）的射頻識別非接觸式智能卡。此卡用於取代PATH舊款紙質車票快卡，並有計劃擴展至三州地域的多數交通機構。SmartLink卡於2007年7月2日推出。雖然大都會運輸署推出的都會卡同樣可用於PATH，但SmartLink不可用於紐約地鐵。此卡預計將於2023年由OMNY收費系統取代。